# Oetz
Oetz (uttalas som Ötz) är en ort och  kommun i distriktet Imst i förbundslandet Tyrolen i Österrike. 